# Енхе-Тала
Енхе-Тала (рос. Энхэ-Тала) — улус Кяхтинського району, Бурятії Росії. Входить до складу Великударінського сільського поселення.
Населення — 381 особа (2010 рік).